# Thuraiyur
Thuraiyur là một thành phố và khu đô thị của quận Tiruchirappalli thuộc bang Tamil Nadu, Ấn Độ.

## Nhân khẩu
Theo điều tra dân số năm 2001 của Ấn Độ, Thuraiyur có dân số 30.998 người. Phái nam chiếm 50% tổng số dân và phái nữ chiếm 50%. Thuraiyur có tỷ lệ 73% biết đọc biết viết, cao hơn tỷ lệ trung bình toàn quốc là 59,5%: tỷ lệ cho phái nam là 80%, và tỷ lệ cho phái nữ là 67%. Tại Thuraiyur, 10% dân số nhỏ hơn 6 tuổi.